# Узурпация
Узурпа́ция (от лат. usurpatio «овладевание») — захват, присвоение, в особенности насильственное присвоение чужих прав или полномочий, часто — политической власти; насильственный, противозаконный приход к власти.
Лицо, совершившее узурпацию власти, то есть лицо, свергнувшее законное правительство и овладевшее правлением, или сохранившее власть в нарушение закона и потерявшее легитимность — узурпатор.

## Происхождение понятия в древности

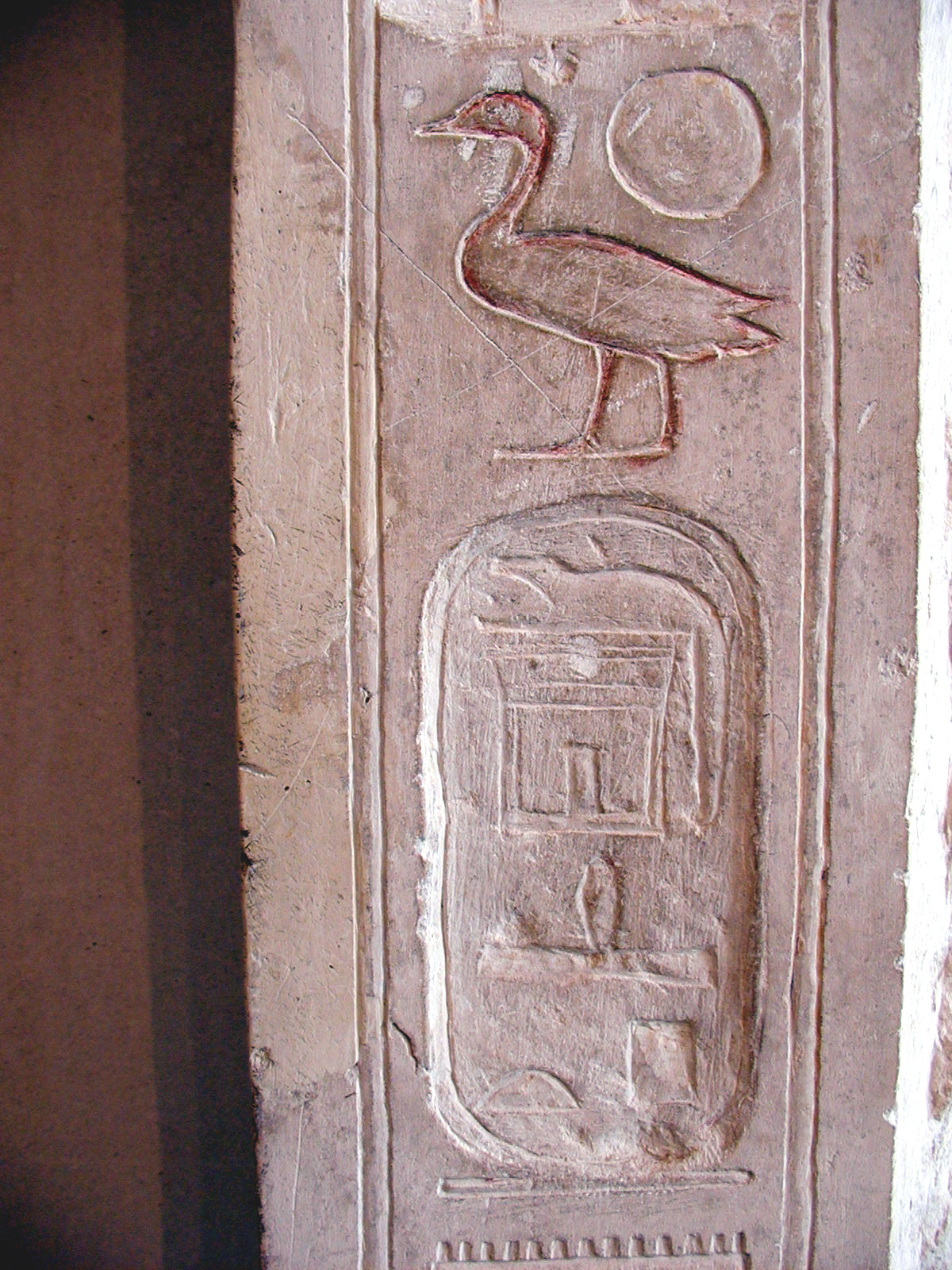
Пример узурпированного картуша. Картуш Себекхотепа III

В истории узурпация проявлялась в присвоении фактическим правителем предметов своего предшественника путём замены на объекте имени. Такая практика была распространённой среди фараонов Нового царства. Позже узурпация распространилась на портретные изображения. Подобные действия близки к «проклятию памяти», когда имена и картуши затирались. К счастью для историков, подобные практики поддаются исследованию и дешифровке благодаря внимательному эпиграфическому анализу.
Пасынок царицы Хатшепсут Тутмос III после её смерти присвоил многие её памятники. Последний правитель XVIII династии Хоремхеб узурпировал памятники предыдущих фараонов — Тутанхамона и Эйе: Колонный зал Карнакского храма, Стелу реставрации Тутанхамона, колоссов Эйе из своего заупокойного храма на западе Фив. Больше прочих узурпацией занимался Рамсес II, но делал это не из ненависти к предшественникам, а для укрепления своей власти на протяжении долгих лет правления. В конце XIX династии Аменмес узурпировал многие картуши Мернептаха на памятниках.

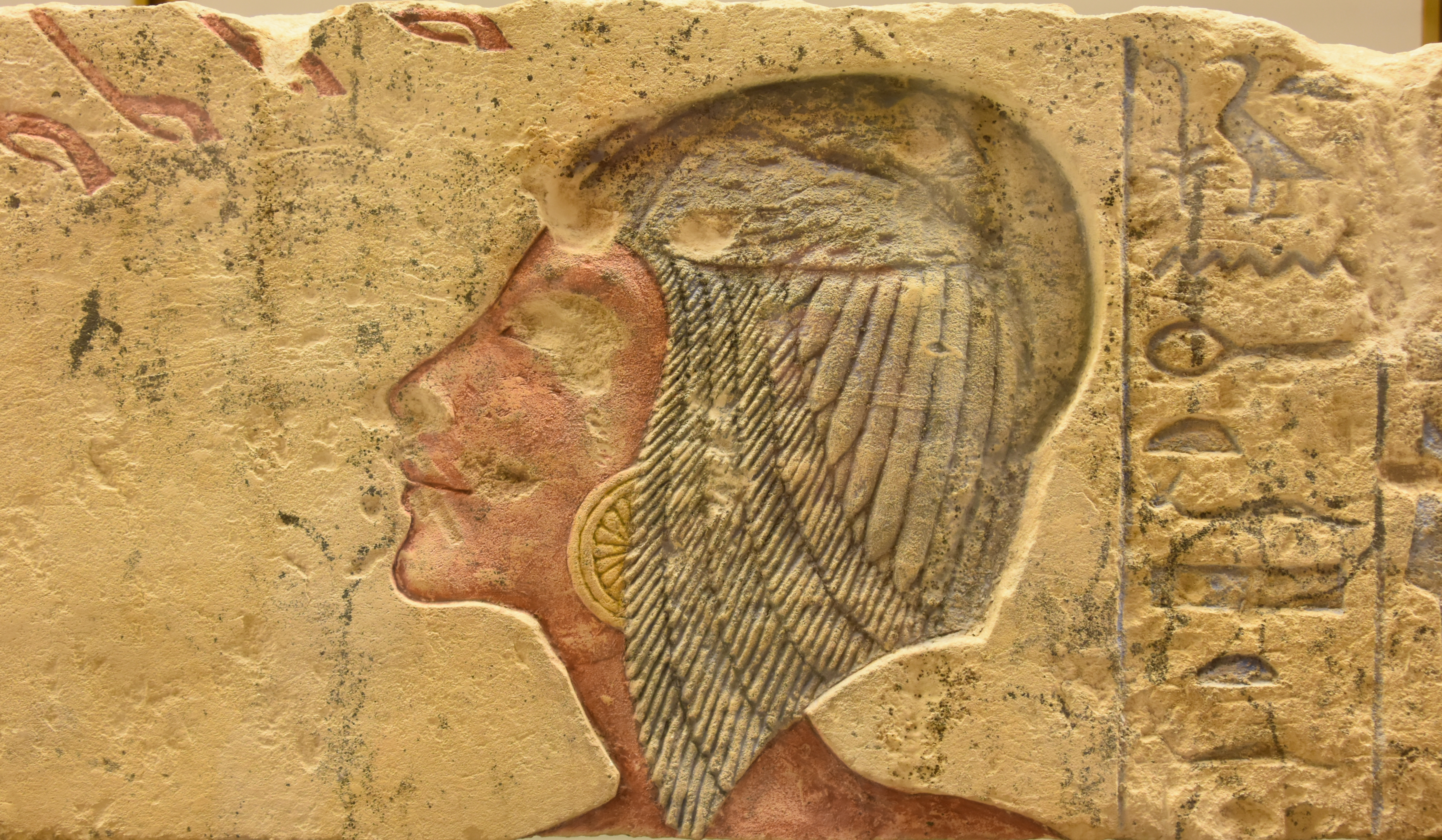
Меритатон в нубийском парике (возможно, узурпированное изображение Кийи), ок. 1365-1347 годов до н. э.
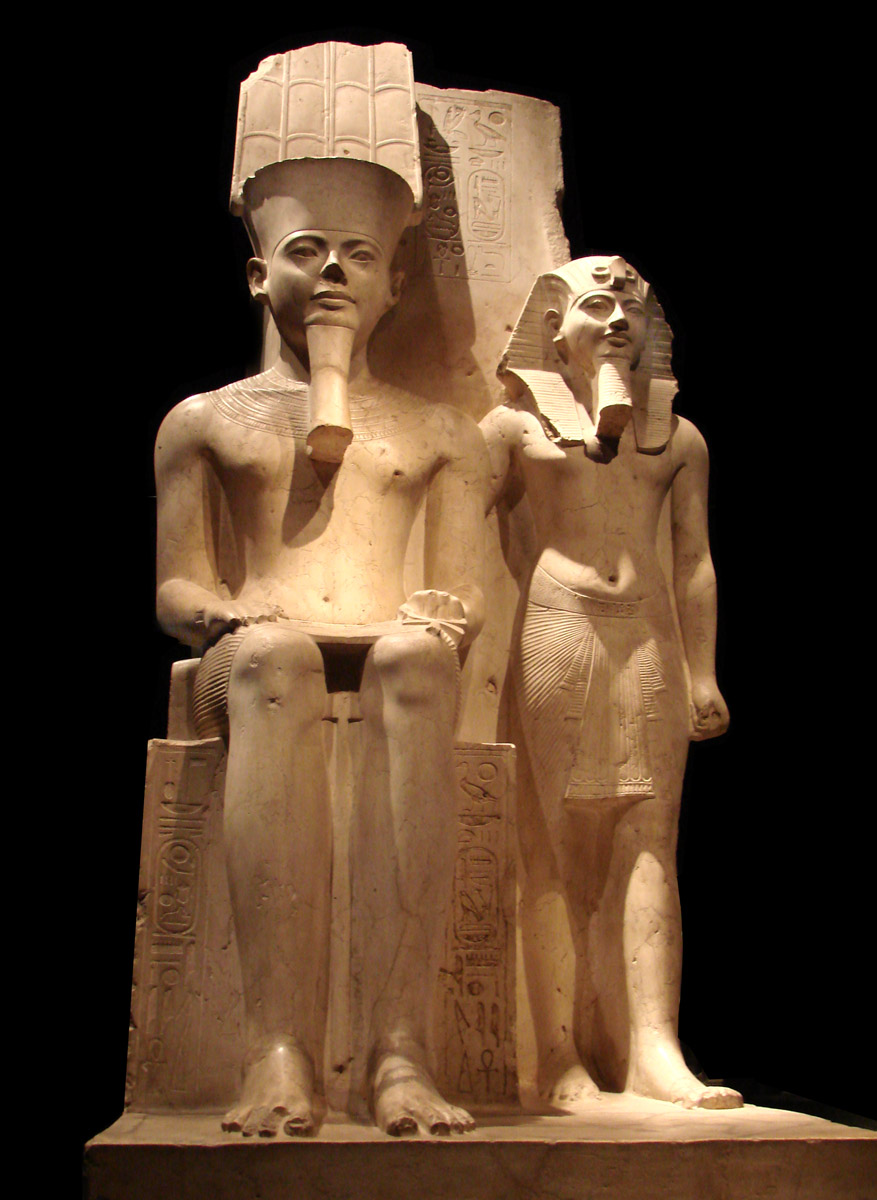
Узурпированная у Тутанхамона статуя Хоремхеба с богом Амоном
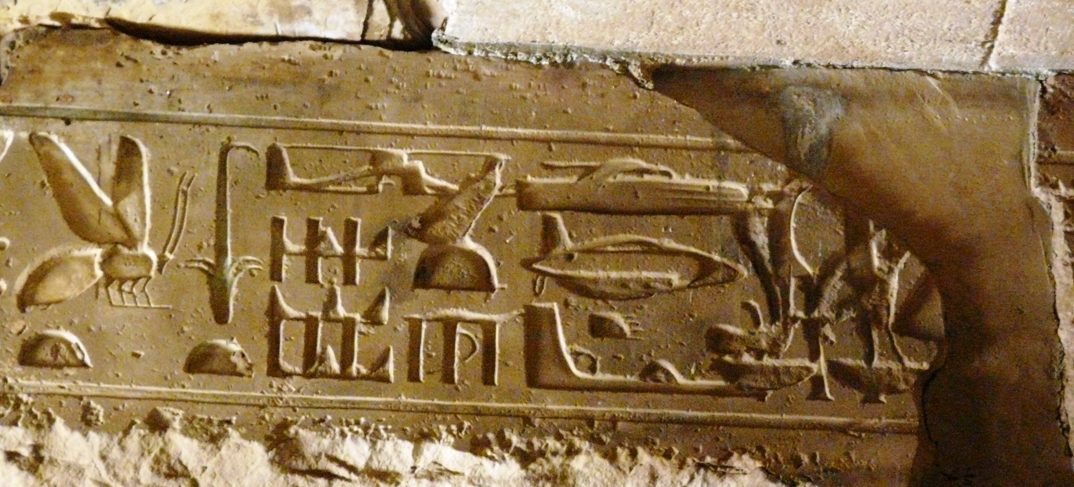
Абидосские иероглифы — пример палимпсеста в результате узурпации надписи Рамсесом II

## Узурпация власти
В современной юридической литературе понятие «узурпация власти» используется для определения насильственного захвата или удержания власти. Во всех демократических странах узурпация власти является тяжким государственным преступлением. Уголовный кодекс Российской Федерации 1996 года (статья 278) устанавливает уголовную ответственность за действия, направленные на насильственный захват власти или насильственное удержание власти, а также насильственное изменение конституционного строя РФ.

### Древний Рим
Латинское usurpare первоначально означало «использовать» и лишь в поздний период римской истории стало означать «завладевать», «присваивать». Оформление понятия «узурпатор» исторически связано с кризисом III века, когда политическая нестабильность и насильственный захват власти были обычным явлением. Ранние примеры использования слова (usurpator) относятся ко второй половине IV века н. э. (Святой Амвросий, Аммиан Марцеллин, Аврелий Симмах).
Однако существующее в историографии разделение правителей древнего Рима и Византии на законных императоров и узурпаторов — скорее дань традиции, нежели указание на способ получения власти, так как многие императоры, классифицируемые как «законные», захватили власть в результате убийства предшественника, либо переворота, либо гражданской войны. По этой классификации, если одновременно существовало несколько враждующих императоров, то обычно победитель считался «законным императором», а остальные — «узурпаторами». Но есть и исключения, например, Флавий Иоанн в 423—425 годах правил всей Западной Римской империей единолично, тем не менее он считается узурпатором.

### Узурпация в Китае
Как продукт культуры с мощными монархическими традициями, китайская классическая историография уделяла большое внимание легитимности власти (см. Небесный мандат). Помимо Ван Мана, она отмечает пример узурпации в царстве Лу (Ян Ху zh:阳虎/陽虎, эп. Чуньцю), а также восхваляет ранних исторических персонажей за воздержание от узурпации при наличии её явной возможности (Чжоу-гун, князь Хуан царства Ци). С другой стороны, китайская мифология празднует примеры монархов, добровольно уступающих трон своему министру (Яо — в обход собственного сына; Шунь, Юй Великий).
Наиболее известным примером узурпации в позднеимперском Китае является Чжу Ди (император Юн-лэ династии Мин).

### Япония
Узурпация императорской власти первыми сёгунами описана Рай-Санъё в «История Японии извне» («Нихонгайси»).

### Современность
В новейшей истории узурпацией власти часто называют свершившиеся акты государственного переворота, когда власть незаконно переходит в руки новому лицу. Например, узурпацией часто называют приход нацистов к власти в Германии, ознаменованный манипулированием общественным мнением, злоупотреблением демократическими процедурами, а также объявлением чрезвычайного положения и силовыми методами. В настоящее время за вооружённый приход к власти узурпаторами называют: террористическую организацию Талибан в Афганистане; военную хунту Татмадо в Мьянме, чей приход к власти стал началом гражданской войны, и которая мотивировала свои действия обвинениями в узурпации полномочий в адрес действовавшего демократического правительства.
Узурпаторами также называются лидеры государств, изначально пришедшие к власти в соответствии с законом, однако в дальнейшем оставшиеся при ней в нарушение норм и процедур (то есть совершившие самопереворот). Это могут быть:
1. Лица, официально обвинённые и признанные виновными в узурпации, как перуанский президент Альберто Фухимори.
2. Лица, сохранившие и частично легитимизировавшие свою власть, которые сталкиваются с обвинениями в незаконных действиях со стороны оппозиции, прессы и мирового сообщества (вплоть до непризнания легитимности).
В настоящее время примеры лиц, называющихся узурпаторами:
- Александр Лукашенко — белорусской оппозицией и прессой обвинялся в перевороте и узурпации за события 1996 года[17]. Был не признан значительной частью международного сообщества президентом после выборов 2020 года, в ходе которых обвинялся в насильственном снятии оппозиционных кандидатов, фальсификации голосов, подавлении акций протеста и репрессиях против активистов[18].
- Владимир Путин — обвиняется в узурпации в контексте разрешения (в виде поправок Конституции) самому себе остаться на посту президента на пятый и шестой сроки[19], а также в контексте выборов 2024 года[20], которые были проведены в том числе на занятых войсками РФ территориях Украины[21], после которых Парламентская ассамблея Совета Европы вынесла резолюцию о непризнании Путина президентом[22]. При этом сам Путин и государственные российские СМИ обвиняют в узурпации украинского президента Зеленского из-за непроведения выборов во время военного положения[23].
- Николас Мадуро — в свете массовых фальсификаций на выборах признавался узурпатором венесуэльским парламентом[24]. Два раза подряд ряд иностранных государств признавал лидером страны вместо него его оппонентов (Гуайдо, Гонсалес). Мадуро и его союзники (например, РФ[25]), обвиняют в попытках узурпации власти оппозицию[26].